# Ecorregión terrestre sabana uruguayense
La ecorregión terrestre sabana uruguayense o sabana uruguaya es una ecorregión terrestre situada en las llanuras y sierras del centro-este de América del Sur. Se la incluye entre los pastizales, sabanas, y matorrales tropicales y subtropicales del neotrópico de la ecozona Neotropical. Su nombre refiere a la República Oriental del Uruguay, país situado en el núcleo central de este bioma, el cual cubre casi la totalidad de su territorio.

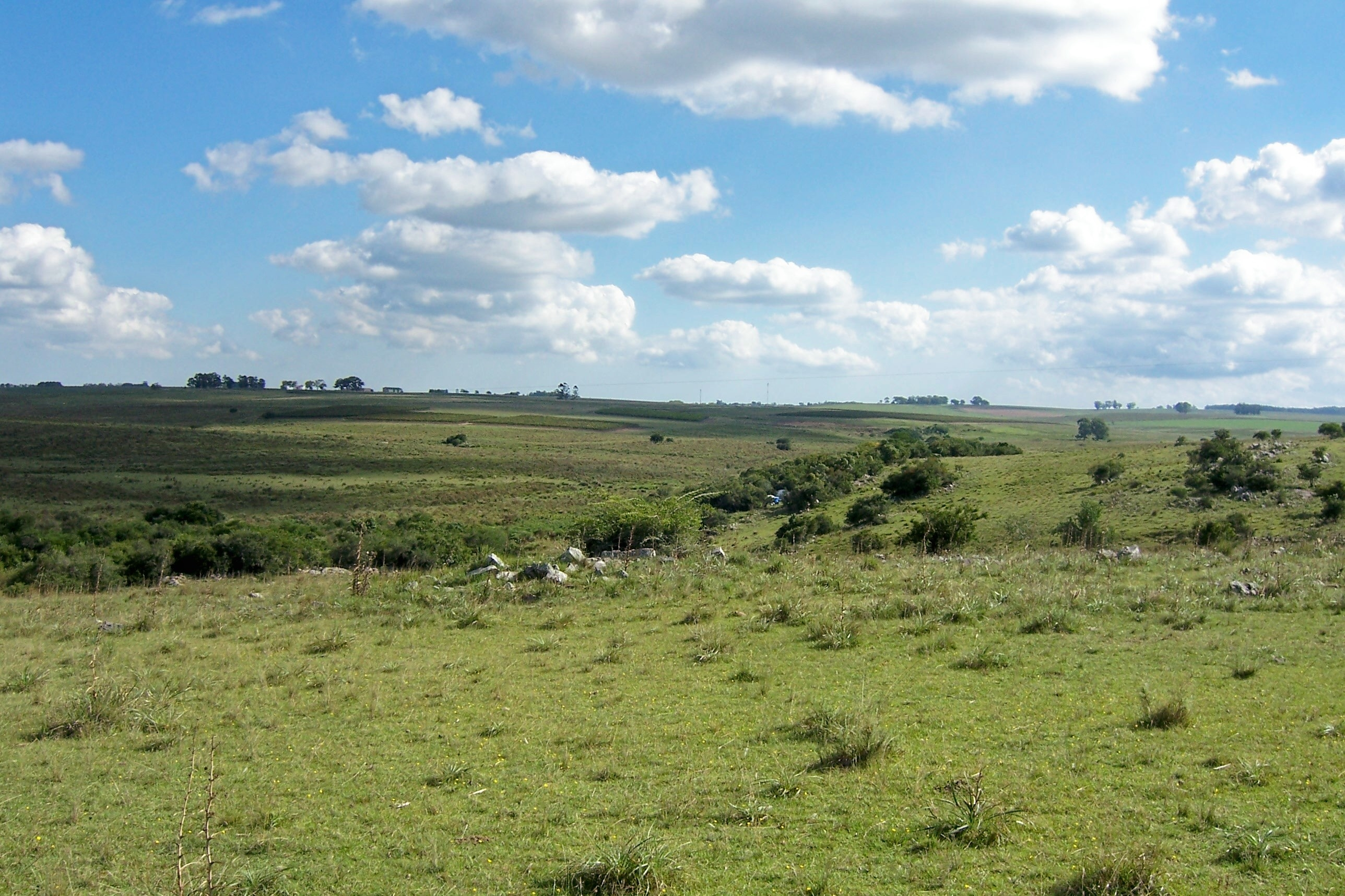
Pradera próxima a la sierra de Mal Abrigo, departamento de San José, Uruguay. Posee vegetación característica de esta ecorregión.

## Distribución

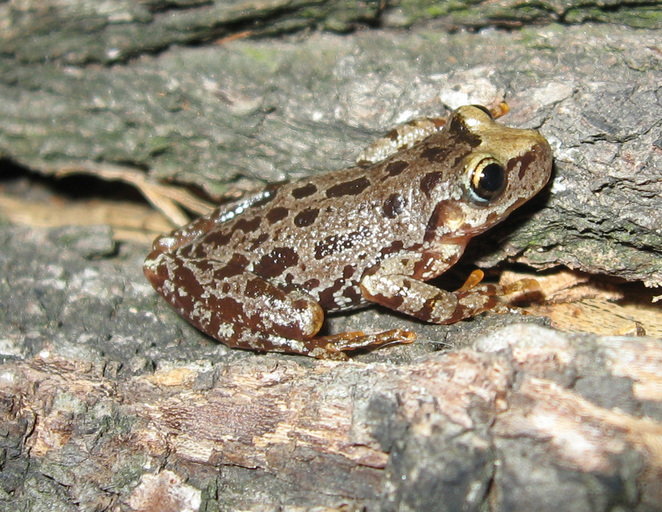
La ranita uruguaya es una especie de anfibio endémica de esta ecorregión.

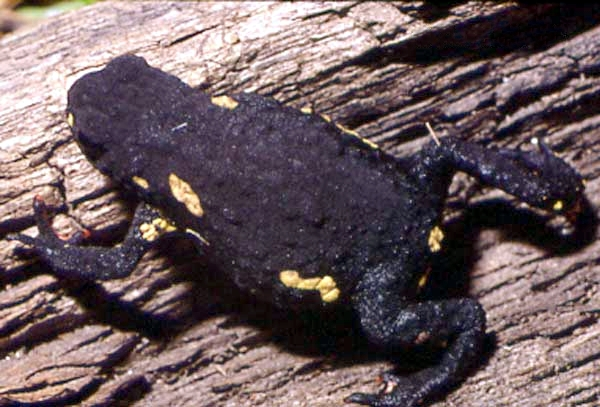
El sapito de Darwin es una especie de anfibio endémica de esta ecorregión.

Se distribuye en el estado de Río Grande del Sur en el sur del Brasil, en gran parte del Uruguay, y en una franja del extremo oriental de la Argentina, en proximidades del río Uruguay, en el extremo sudeste de la provincia de Corrientes y en el este de Entre Ríos, donde está protegida en el parque nacional El Palmar.

## Características geográficas
Comprende llanuras y sistemas serranos de baja altitud, los cuales raramente superan los 500 m s. n. m.. El clima es templado, mayormente subtropical húmedo. La temperatura media anual va desde los 16 °C en el sur hasta cerca de los 20 °C en el norte. En invierno se producen algunas heladas, de intensidad moderada. Los acumulados anuales de precipitaciones se sitúan entre los 1000 a los 1400 mm; siendo extremadamente excepcional la ocurrencia de registros níveos.

## Características biológicas

### Flora
Fitogeográficamente se ubica en el distrito fitogeográfico pampeano uruguayense de la provincia fitogeográfica pampeana.
Ese distrito fitogeográfico se caracteriza por presentar un pleno dominio de gramíneas mesófilas subtropicales: Andropogoneas y Paniceas, mientras que escasean las especies de algunos de los géneros que son prolíficos en otros distritos.

### Fauna
Entre los taxones endémicos de esta ecorregión se citan anfibios, como la ranita uruguaya y el sapito de Darwin, así como algunos mamíferos, entre los que se encuentran los venados de campo de los Ajos (Ozotoceros bezoarticus uruguayensis) y de Arerunguá (Ozotoceros bezoarticus arerunguaensis). Entre los reptiles es endémica la lagartija Liolaemus gardeli.
Un ciervo común en los reductos forestales de las sabanas y arbustales serranos es el guazubirá, a quien acompaña en proximidades de los cursos fluviales el roedor más grande del mundo, el carpicho.